# Бюджетний кодекс України (2010)
Бюджетний кодекс України — кодифікований Закон України, ухвалений 8 липня 2010 року. Діє з 1 січня 2011 року.
Замінив попередній Бюджетний кодекс України (2001).
Цим Кодексом визначаються правові засади функціонування бюджетної системи України, її принципи, основи бюджетного процесу і міжбюджетних відносин та відповідальність за порушення бюджетного законодавства. Бюджетним кодексом України регулюються відносини, що виникають у процесі складання, розгляду, затвердження, виконання бюджетів, звітування про їх виконання та контролю за дотриманням бюджетного законодавства і питання відповідальності за порушення бюджетного законодавства, а також визначаються правові засади утворення та погашення державного і місцевого боргу.

## Структура
- Розділ I. Бюджетна система України та основи бюджетного процесу
  - Глава 1. Загальні положення
  - Глава 2. Бюджетна система України та її принципи
  - Глава 3. Фінансування бюджету (дефіцит, профіцит) та державний (місцевий) борг
  - Глава 4. Бюджетний процес та його учасники
- Розділ II. Державний бюджет України
  - Глава 5. Доходи, видатки та кредитування Державного бюджету України
  - Глава 6. Складання проекту Державного бюджету України
  - Глава 7. Розгляд та затвердження Державного бюджету України
  - Глава 8. Виконання Державного бюджету України
  - Глава 9. Внесення змін до закону про Державний бюджет України
  - Глава 10. Бухгалтерський облік та звітність про виконання Державного бюджету України
- Розділ III. Місцеві бюджети
  - Глава 11. Надходження та витрати місцевих бюджетів
  - Глава 12. Складання, розгляд, затвердження, виконання та звітність місцевих бюджетів
- Розділ IV. Міжбюджетні відносини
  - Глава 13. Загальні положення
  - Глава 14. Розмежування видатків між бюджетами
  - Глава 15. Фінансові нормативи бюджетної забезпеченості
  - Глава 16. Міжбюджетні трансферти
- Розділ V. Контроль за дотриманням бюджетного законодавства та відповідальність за порушення бюджетного законодавства
  - Глава 17. Контроль за дотриманням бюджетного законодавства
  - Глава 18. Відповідальність та заходи впливу за вчинені порушення бюджетного законодавства
- Розділ VI. Прикінцеві та перехідні положення.

Одного разу Конституційний Суд України тлумачив положення цього Кодексу.

## Науково-практичні коментарі
- Ярошенко Ф. О. Науково-практичний коментар до Бюджетного кодексу України / Ф. О. Ярошенко, С. Д. Бушуєв. — К.: Міністерство фінансів України, УДУФМТ, 2010. — 592 с.